# Utvrda Kamjanec-Podiljskij
Utvrda Kamjanec-Podiljskij (ukr. Кам'янець-Подільська фортеця); utvrda u ukrajinskom gradu Kamjanec-Podiljskom sagrađena u 11. stoljeću. Utvrda je osnovana u vrijeme Kijevske Rusi kao drvena obrambena građevina, a svoju međunarodnu prepoznatljivost stječe kao kamena utvrda u vrijeme Poljsko-Litavske Unije i kozačko-poljske borbe s tatartskim i turskim osvajačima. Smatra se jednim od Sedam čuda Ukrajine i dugogodišnji je dio ukrajinske turističke ponude u zapadnoj Ukrajini. Pokraj utvrde teče rijeka Smotryč.

## Povijest
Utvrda Kamjanec-Podiljskij prvi puta je spomenuta u Armenskoj kronici iz 11. stoljeća. Utvrda se u srednjem vijeku nalazila u sklopu Galičke kneževine, a danas se na istom mjestu nalazi Hmeljnička oblast u sklopu Ukrajine. Mjesto je porušeno zbog napada Mongola 1240. godine, a ponovni uspon doživljava početkom 1360.-ih kada se taj prostor našao pod kontrolom litavskih kneževa iz dinastije Koriatovyč. 
Godine 1430. Kamjanec-Podiljskim zavladala je Kraljevina Poljska, a već dvije godine nakon toga, 1432. gradiću su zajamčena Magdeburška prava. Na istom prostoru stvorena je Podiljska vojvodina a Kamjanec-Podiljskij postaje njezinim glavnim gradom 1463. godine. Pod upravom Poljaka Kamjanec-Podiljskij postaje međunarodno poznato trgovačko i kulturno središte, po značaju odmah iza grada Ljviva. U početku drvena staroukrajinska utvrda uskoro je do kraja 15. stoljeća posve zamijenjena snažnim kamenim blokovima koji se i danas mogu vidjeti u svom originalnom izdanju. Oko utvrde su također izgrađeni visoki obrambeni zidovi i tornjevi čiji cilj je bio bolja obrana u čestim napadima Tatara i Turaka s jugozapadnih granica današnje Ukrajine. Dobivanjem Magdeburškog prava Kamjanec-Podiljskij proglašen je Kraljevskim gradom te mu je dodijeljen slobodan državnički status.

## Stanovništvo
Prvi stanovnici Kamjanec-Podiljskog bili su Ukrajinci, i u nešto manjem omjeru Armenci. Nakon pada istočnoslavenske države Kijevske Rusi, grad su u velikom omjeru naselili Poljaci, nešto manje Litavci, a zatim i Židovi. Danas u istom okruženju žive uglavnom Ukrajinci.

## Vanjske poveznice
- Turističke informacije(ukr.)  Arhivirana inačica izvorne stranice od 19. srpnja 2011. (Wayback Machine)
- Dokumentacija i povijesne informacije (ukr.)  Arhivirana inačica izvorne stranice od 3. listopada 2016. (Wayback Machine)